# 小行星6383
小行星6383（英語：6383 Tokushima）是一颗围绕太阳公转的小行星。1988年12月12日，岩本雅之]]、古田俊正在Tokushima发现了此天体。
这颗小行星的绝对星等为166.45567等。